# Mannen som ville bli kung
Mannen som ville bli kung (originaltitel: The Man Who Would Be King) är en amerikansk-brittisk film från 1975 som bygger på en berättelse av Rudyard Kipling. Daniel Dravot and Peachy Carnahan, två högst tvivelaktiga soldater i det brittiska imperiets armé är stationerade i Indien. Deras inte alltid så hederliga handlingar driver dem ut ur landet och tillsammans beger de sig ut på en resa för att finna det mytomspunna Kafiristan och erövra landets tron.

## Handling
När han arbetar som korrespondent vid redaktionskontoret för tidningen Northern Star ("Nordstjärnan"), kontaktas Kipling av en till synes galen trashank, som visar sig vara hans gamle bekantskap Peachy Carnehan. Peachy berättar för Kipling historien om hur han och hans följeslagare Danny Dravot reste till det avlägsna Kafiristan i dagens Afghanistan, blev gudar, och i slutändan förlorade allt.
Efter att ha mött Kipling på hans tidningsredaktion ett par år tidigare och undertecknat ett kontrakt där de svurit ömsesidig lojalitet och avsvurit sig dryck och kvinnor tills de uppnått sina mål, åker de ut på en episk resa landvägen norrut bortanför Khyberpasset, "och reser på natten för att undvika byarna", bekämpar banditer, stormar och laviner, fram över utforskade områdena in i det okända landet Khafiristan (bokstavligen: "De otrognas land"). Här träffar de på en gurkha som använder det engelska namnet Billy Fish, som han fått av sitt regemente som mera uttalbart, den enda överlevande från en kartläggningsexpedition som gick förlorad i en lavin eller bergras flera år tidigare. Billy talar mycket god engelska, liksom det lokala språket, och det är han, i egenskap av översättare av språk och uttolkare av etikett och sedvänjor som kan bereda vägen för Peachy och Danny när de stiger upp mot den kungliga tronen, först genom att erbjuda deras tjänster som militära rådgivare, utbildare och kampstrateger. Carnehan och Dravot uppbådar en armé av invånarna i en Kafiristanby. I det första slaget, bestämmer sig de infödda för att Daniel är en gud efter att han blir skjuten med en pil i bröstet och fortsätter att kämpa. Faktum är, att pilen har träffat ett ammunitionsbälte under hans kläder och blir sittande där, men de infödda vet inte detta. När de anländer till den heliga staden Sikandergul, känner de infödda igen frimurarmedaljen som Danny fått av Kipling som en symbol för Alexander den Store i en handelsceremoni och förklarar männen vara gudar, och lämnar över stora lager med skatter till de båda männen, som de har sparat från tiden för Alexander den Store.
Danny grips av storhetsvansinne. Erkänd som en gengångare till "Sikander" av stadens heliga män, föreställer sig Danny vara en mäktig kung av Khafiristan och börjar tillämpa lagar och domar, samtidigt som han planerar att civilisera landet till ett modernt land, till den grad att han planerar att i framtiden själv möta drottning Victoria "som en jämlike" och tilldelas Strumpebandsorden. Han understöds av Billy Fish, som har fallit in i rollen som översättare och hemlig rådgivare. Efter några månader vill Peachy lämna staden med kistorna fulla av guld och ädelstenar innan vintern gör att bergspassen blir stängda. Danny är emot det, försöker påpeka hur regerandet av landet går före skatter, nu när han är kung. Han går så långt som att föreslå att Peachy bör buga sig för honom som de andra. Äcklad, beslutar sig Peachy att lämna landet med så mycket skatter som han kan bära på ett litet tåg mulor, och med sin gamla väns välsignelse. Men Danny beslutar att ta sig en hustru bland de infödda för att befästa den kungliga linjen och producera söner, mycket mot Peachys råd. Han väljer Roxanna (som spelas av Michael Caines hustru Shakira), och Peachy väntar, när han blir tillfrågad, med att ge sig av först efter bröllopet, "för gammal tid skull". Roxanna fruktar att ingen kvinna kan leva om hon är gift med en gud, och försöker fly från Daniel, och biter honom under bröllopsceremonin. Det börjar blöda, och när de heliga männen och de infödda ser det, inser de att Daniel är mänsklig trots allt, och förföljer honom och Peachy genom gatorna i hans tidigare kungarike. Infångade, försöker Billy vinna tid genom att ensam hålla tillbaka den ilskna folkmassan, men de två blir tillfångatagna och avslöjas som dödliga män. Danny dödas när han tvingas att gå till mitten av en repbro över en djup ravin. Hängbrons linor som håller uppe bron huggs av när han tappert sjunger hymnen "Guds son går ut i kriget." När Danny faller till en säker död avslutar Peachy versen. Peachy blir grymt korsfäst mellan två tallar, men skärs ner och släpps dagen därpå. I slutet av filmen, när Peachy avslutar sin historia, visar han upp för Kipling Dannys förmultnade huvud, som fortfarande bär sin Kafirikrona, och visar på så sätt att berättelsen är sann.

## Om filmen
John Huston hade redan på 1950-talet försökt filmatisera Kiplings berättelse. Inledningsvis var Clark Gable och Humphrey Bogart påtänkta att spela huvudrollerna. Senare nämndes också Burt Lancaster och Kirk Douglas och ännu lite senare Robert Redford och Paul Newman. När filmen blev gjord så nominerades den 1975 till hela sju Oscarstatyetter i fyra olika klasser samt till ett BAFTA-pris och en Golden Globe Award, men blev utan.

## Rollista (i urval)
- Sean Connery - Daniel Dravot
- Michael Caine - Peachy Carnehan
- Christopher Plummer - Rudyard Kipling
- Saeed Jaffrey - Billy Fish
- Shakira Caine - Roxanne
- Albert Moses - Ghulam
- Yvonne Ocampo - Dancer
- Mohammed Shamsi - Babu
- Paul Antrim - Mulvaney
- Karroum Ben Bouih - Kafu Selim
- Doghmi Larbi - Ootah